# Hydrocharis morsus-ranae
Il morso di rana (Hydrocharis morsus-ranae L., 1753) è una pianta acquatica della famiglia Hydrocharitaceae.

## Descrizione

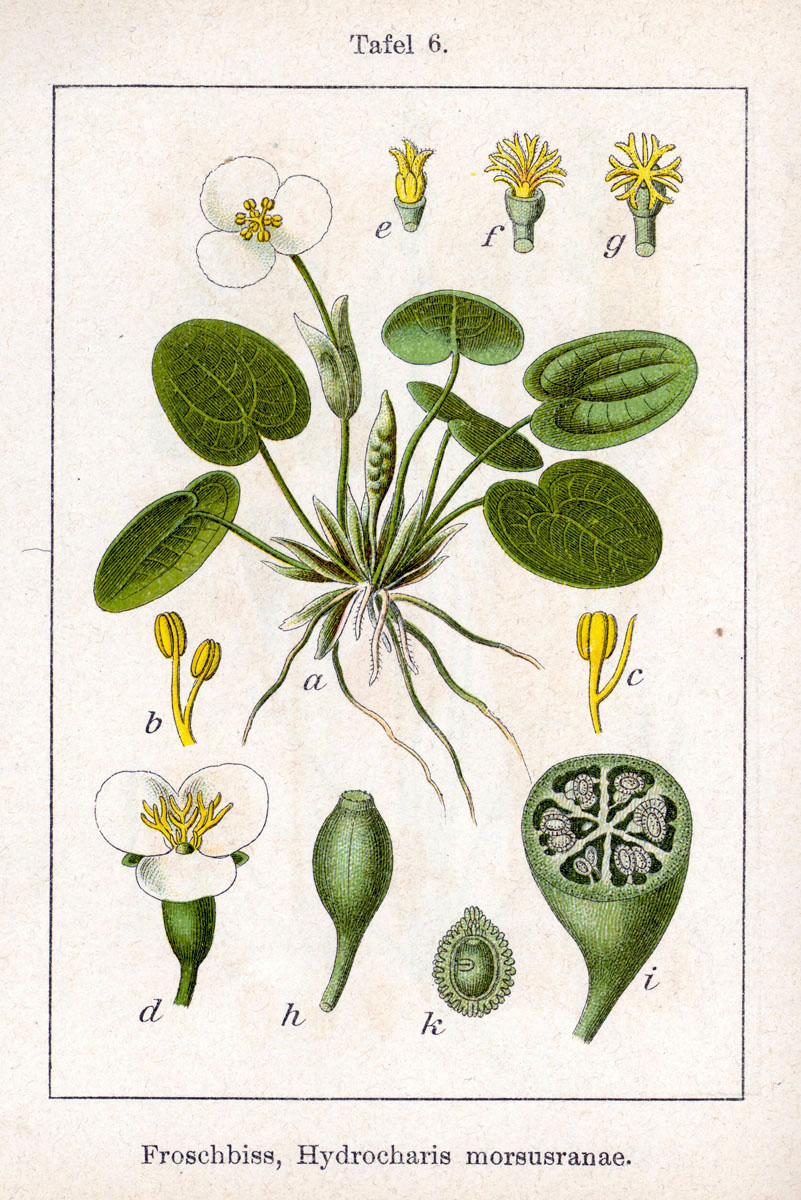

È una pianta acquatica provvista di radici fluttuanti, che, in caso di scarsità di acqua, possono ancorarsi al substrato. Produce stoloni lunghi fino a 30 cm, che in corrispondenza dei nodi sviluppano rosette foliari che si distendono sulla superficie dell'acqua, composte da foglie cuoriformi, dotate di un picciolo lungo 5–10 cm, larghe sino a 6 cm, con venature parallelinervie, e pagina inferiore ricoperta da uno spesso tessuto spugnoso, che aiuta la pianta nel galleggiamento. Agli apici dei nodi si sviluppano delle gemme svernanti (ibernacoli) che, appesantite dall'amido di riserva accumulato, cadono sul fondo e affondano nel fango, garantendo così la sopravvivenza della pianta nel periodo invernale; in primavera, alleggeriti dall'esaurimento delle scorte di amido, i germogli risalgono in superficie avviando la nuova colonizzazione dello stagno.

È una specie dioica, cioè con esemplari che presentano solo fiori femminili o fiori maschili, entrambi con tre petali bianchi e tre sepali verdi, peduncolati; fiorisce da giugno a settembre.

Il frutto è una bacca ovale, contenente minuscoli semi piriformi e tubercolati.

## Distribuzione e habitat
La specie ha un ampio areale euro-asiatico; introdotta agli inizi del secolo scorso in Nord America, si è diffusa nella regione dei Grandi Laghi, ove è considerata una specie invasiva.

In Italia è presente, anche se sempre più rara, in Piemonte, Lombardia, Trentino-Alto Adige, Veneto, Friuli-Venezia Giulia, Liguria, Emilia-Romagna, Toscana, Umbria e Lazio.
Predilige acque stagnanti poco profonde, in posizione soleggiata, da 0 a 500 m di altitudine.